# Biconcavoposeidon

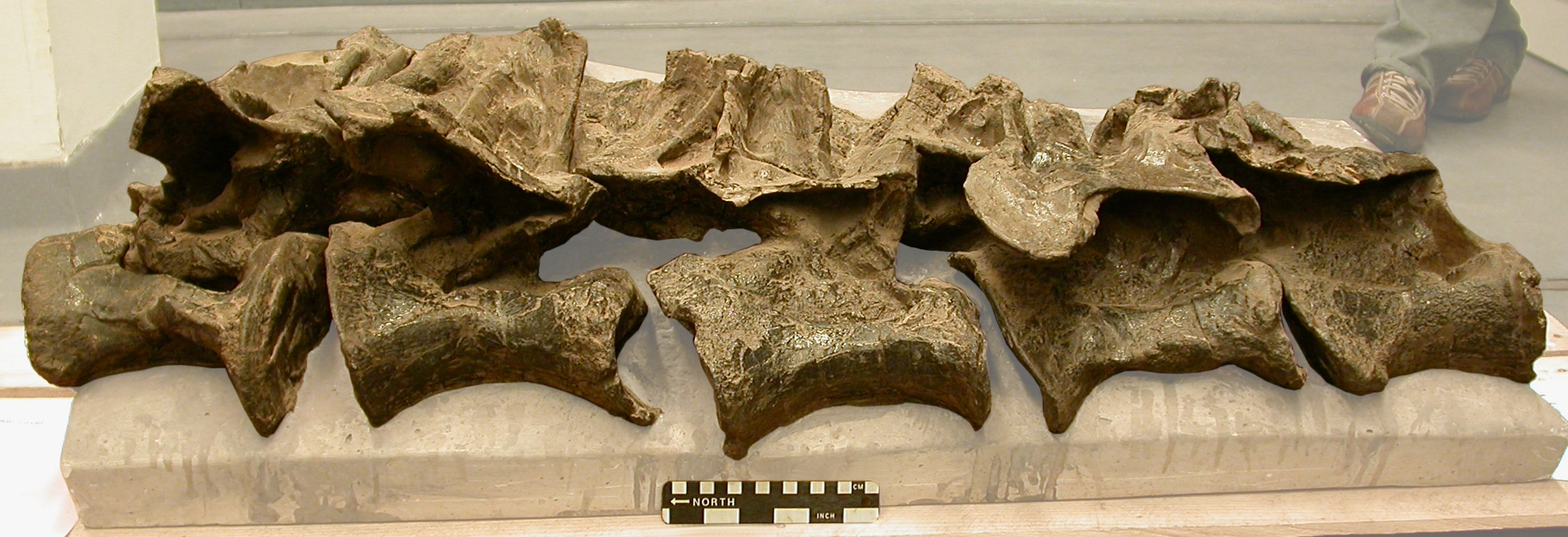
AMNH FARB 291

"Biconcavoposeidon" es el nombre dado informalmente a al ejemplar AMNH FARB 291, que se encuentran en la "Sala de huesos grandes" en el Museo Americano de Historia Natural. Consta de cinco vértebras dorsales posteriores consecutivas de un saurópodo braquiosáurido, de la Formación Morrison del Jurásico Superior de Wyoming, Estados Unidos. Actualmente no se sabe mucho más sobre "Biconcaveoposeidon", excepto que fue descubierto en la cantera Bone Cabin en 1898. Las cinco vérterbras presentan centros biconvexos, una morfología no observada previamente en ningún saurópodo, y que es muy rara incluso en otros amniotas.
El espécimen fue inicialmente catalogado como Brontosaurus, pero carece de características diplodócidas, en cambio, se parece a Brachiosaurus en su centro alargado, arcos neurales desplazados hacia adelante y procesos transversales en forma de lóbulo. Las longitudes del centro son aproximadamente el 60% de las del holotipo Brachiosaurus .